# Ignazio Marino

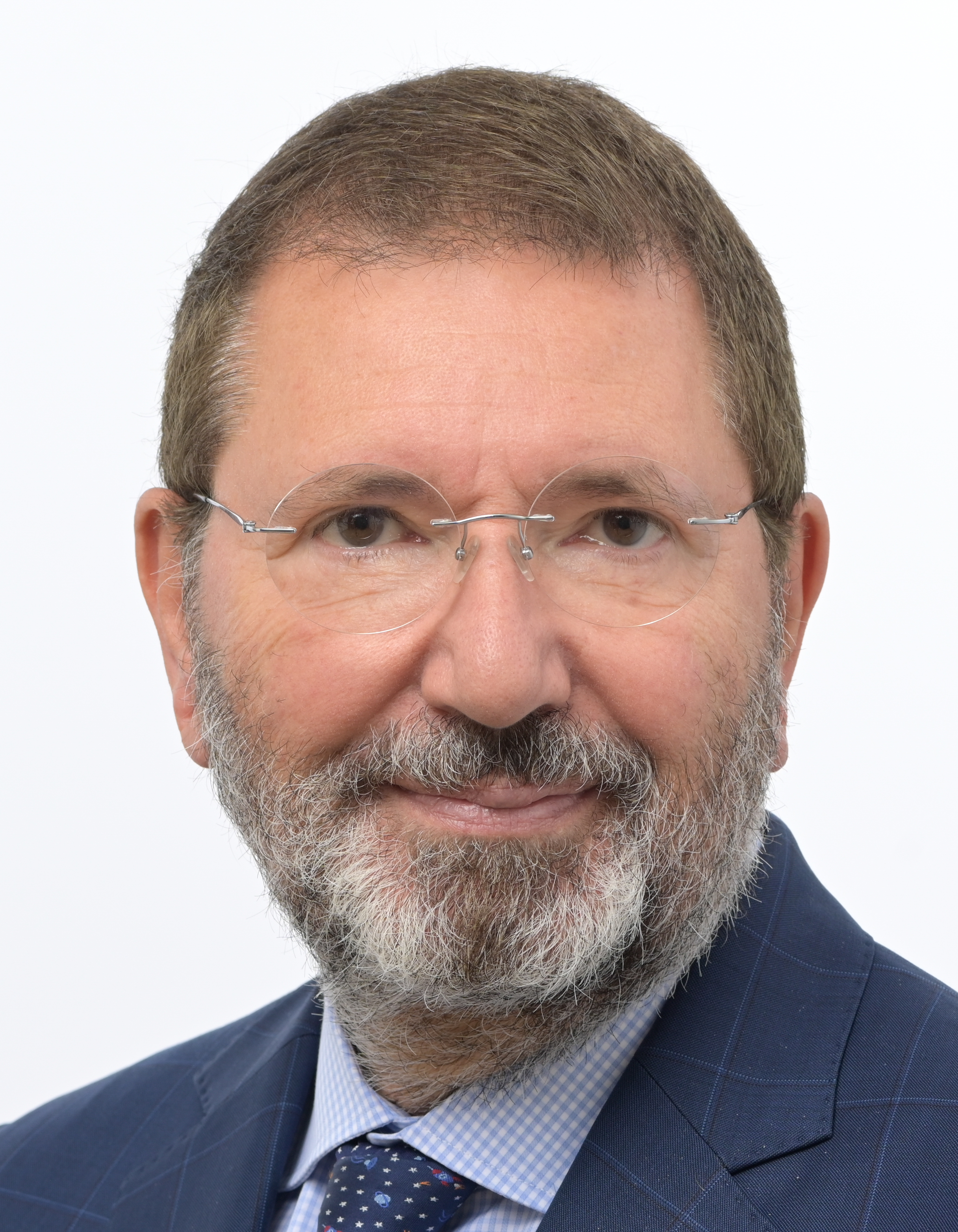
Ignazio Marino (2024)

Ignazio Roberto Maria Marino (* 10. März 1955 in Genua) ist ein italienischer Chirurg. Er war von 2013 bis Oktober 2015 Bürgermeister von Rom.

## Leben
Ignazio Marino wurde als Sohn eines Sizilianers aus Acireale und einer Schweizerin in Genua geboren. Seit 1969 wohnte seine Familie in Rom, wo er die Schule abschloss. Er studierte in Catania und Rom Medizin und promovierte an der Katholischen Universität Sacro Cuore in Rom. Anschließend trainierte er am Transplantationszentrum der University of Cambridge und am Starzl Transplantation Institute der University of Pittsburgh, und studierte Lebertransplantationen unter der Anleitung von Thomas Starzl.

## Karriere als Chirurg
Marino ist Facharzt für Allgemein- und Gefäßchirurgie und absolvierte eine Ausbildung im Transplantation Institute der Universität Cambridge in England – damals die einzige Lebertransplantationseinheit in Europa – unter der Leitung von Roy Calne. Während seiner Zeit in Cambridge veröffentlichte Marino einen Artikel über das Reperfusionssyndrom bei Lebertransplantationen (Transplantation, 1985). Dieser Artikel wird bis heute als fundierte Studie über dieses komplexe klinische Syndrom zitiert.
Anschließend arbeitete er am Pittsburgh Transplantation Institute der University of Pittsburgh unter der Leitung von Thomas E. Starzl, dem Pionier, der 1963 die erste Lebertransplantation am Menschen durchführte. In Pittsburgh absolvierte Marino ein vom American Society of Transplant Surgeons anerkanntes Fellowship für Multi-Organ-Transplantationen unter der direkten Leitung von Starzl und wurde 1991 von ihm als Oberarzt und Fakultätsmitglied eingestellt.
1992 wurde Marino zum stellvertretenden Direktor des National Liver Transplant Center des US-amerikanischen Department of Veterans Affairs in Pittsburgh ernannt. Marino war Teil des chirurgischen Teams, das im Juni 1992 und Januar 1993 im Rahmen eines klinischen Versuchs unter der Leitung von Starzl zwei Leber-Xenotransplantationen von Pavianen auf Menschen durchführte.
1997 gründete Marino das ISMETT (Mediterranean Institute for Transplantation and Advanced Specialized Therapies) in Palermo, Sizilien – das erste Lebertransplantationszentrum in Sizilien, das durch eine Partnerschaft zwischen dem University of Pittsburgh Medical Center und dem italienischen Gesundheitsministerium ins Leben gerufen wurde. Von 1997 bis 2002 war er Direktor des ISMETT.
Im Jahr 2001 führte Marino die erste Organtransplantation in Italien bei einer Person mit HIV unter hochaktiver antiretroviraler Therapie durch – eine Nierentransplantation, die auf ausdrücklichen Wunsch des Patienten (und seines Vaters als Spender) erfolgte, nachdem andere italienische Transplantationszentren ihn abgelehnt hatten. Die Operation war ein klinischer Erfolg, löste jedoch eine institutionelle Debatte in Italien aus.
2002 wechselte Marino an die Thomas Jefferson University in Philadelphia.
Er erhielt mehrere internationale medizinische Auszeichnungen, darunter den Preis 2010 für seinen Beitrag zum Kampf gegen AIDS, die Ehrendoktorwürde (Doctor of Science) der Thomas Jefferson University im Jahr 2015 sowie die Longmire-Professur an der David Geffen School of Medicine der UCLA.
Marino hat persönlich über 650 Transplantationen durchgeführt, mehr als 700 wissenschaftliche Vorträge gehalten und über 500 begutachtete Artikel veröffentlicht. Er ist Autor mehrerer wissenschaftlicher Bücher und veröffentlichte 2005 das Werk Credere e curare („Glauben und Heilen“), in dem er sich mit dem ärztlichen Beruf und dem Einfluss von Glaube – verstanden als religiöse Überzeugung, aber auch als Mitgefühl, Solidarität und Empathie – beschäftigt.
2005 gründete er die internationale Non-Profit-Organisation Imagine ONLUS, die sich besonders im Gesundheitsbereich für internationale Solidarität einsetzt. Er ist zudem Mitglied des Herausgebergremiums mehrerer Fachzeitschriften, darunter Transplantation, Liver Transplantation und Clinical Transplantation.
Marino ist Professor für Chirurgie an der Thomas Jefferson University, School of Medicine, und seit 2020 Executive Vice President der Thomas Jefferson University und Jefferson Health in Philadelphia.

## Politische Karriere
Bei den Parlamentswahlen 2006 wurde Marino als parteiloser Kandidat für das Wahlbündnis L’Ulivo in den Senat gewählt und bei den Wahlen 2008 und 2013, inzwischen als Mitglied des Partito Democratico wiedergewählt. Er hatte den Vorsitz des Gesundheitsausschusses inne.
2009 kandidierte Marino bei der Urwahl zum Parteivorsitz des Partito Democratico. Mit lediglich 12,5 % unterlag er jedoch deutlich. Gewählt wurde Pier Luigi Bersani.

## Bürgermeister von Rom
Marino kandidierte bei den Wahlen 2013 für das Amt des Bürgermeisters von Rom mit Unterstützung einer Mitte-Links-Allianz. Nach einem führenden Ergebnis in der ersten Runde wurde er am 10. Juni in der Stichwahl mit 63,9 % der Stimmen zum Bürgermeister gewählt. Sein Gegenkandidat war der Mitte-Rechts-Kandidat und amtierende Bürgermeister Gianni Alemanno.
Zu Marinos Projekten gehörte die Schließung der Via dei Fori Imperiali und der Piazza di Spagna für den Autoverkehr, die stattdessen für Fußgänger und Radfahrer geöffnet wurden. Marino erklärte, dass seine Erfahrungen als Radfahrer in Philadelphia ihm beigebracht hätten, ohne Auto zu leben.
Am 18. Oktober 2014 registrierte Marino die Ehen von 16 gleichgeschlechtlichen Paaren im Rathaus, eine Handlung, die ähnliche Aktionen anderer italienischer Bürgermeister widerspiegelte. Gleichgeschlechtliche Ehen und Lebenspartnerschaften waren zu diesem Zeitpunkt in Italien illegal. Durch die Registrierung dieser Ehen wollte Marino die nationalen Gesetzgeber dazu zwingen, rechtliche Unsicherheiten im Zusammenhang mit gleichgeschlechtlichen Partnerschaften zu klären, insbesondere für im Ausland verheiratete Italiener. Gleichgeschlechtliche Lebenspartnerschaften wurden schließlich 2016 in Italien legalisiert.
Nach seiner Wahl fand Marino Rom am Rande des Bankrotts vor. Im Jahr 2013 verzeichnete die Stadt ein Defizit von 888 Millionen Dollar, während das öffentliche Verkehrssystem Verluste von 951 Millionen Dollar aufwies. Während seiner Amtszeit gelang es Marino, beide Haushalte auszugleichen.
Innerhalb von nur 27 Monaten wurde die von Bürgermeister Marino durchgeführte Verwaltungsarbeit, die die operative Leistung der Stadt verbesserte, von allen internationalen Ratingagenturen anerkannt. Im September 2015 änderte FitchRatings die Aussichten für die Stadt Rom erstmals von negativ auf stabil.
Im April 2015 schlug Marino erfolgreich die Kandidatur Roms als Gastgeberstadt für die Ryder Cup 2023 vor – die erste Ausgabe des Turniers in Italien, die vom 25. September bis 1. Oktober 2023 im Marco Simone Golf & Country Club stattfand.
Am 12. Oktober 2015 trat Marino aufgrund falscher Vorwürfe eines Ausgabenskandals zurück, die von den Oppositionsparteien Movimento Cinque Stelle (M5S) und Fratelli d’Italia erhoben wurden. Am 29. Oktober zog er jedoch seine Rücktrittserklärung zurück. Trotzdem wurde er am 30. Oktober aus seinem Amt entlassen, nachdem 26 der 48 Mitglieder des Stadtrats zurückgetreten waren. Sein Nachfolger wurde Francesco Paolo Tronca, ein von der Regierung ernannter Kommissar.
Am 7. Oktober 2016 sprach ein Gericht in Rom Marino von den Vorwürfen der Unterschlagung, des Betrugs und der Urkundenfälschung frei, die von den Oppositionsparteien M5S und Fratelli d’Italia erhoben wurden und zu seinem Rücktritt geführt hatten. Der Rechtsfall wegen angeblich ungerechtfertigter Ausgaben endete endgültig mit einem Freispruch „weil die Tat nicht existiert“. Am 9. April 2019 entschied das italienische Oberste Gericht, dass die mit der von der Capitoline-Verwaltung bereitgestellten Kreditkarte getätigten Ausgaben repräsentative Zwecke erfüllten und im Interesse Roms sowie für institutionelle Zwecke getätigt wurden.

## Mitglied des Europäischen Parlaments
Seit der Wahl zum Europäischen Parlament 2024 ist Marino stellvertretender Vorsitzender der Fraktion der Grünen/Europäische Freie Allianz (Grüne/EFA) unter der Leitung der Ko-Vorsitzenden Terry Reintke und Bas Eickhout.
Er ist Mitglied im Haushaltsausschuss, im Ausschuss für Umwelt, öffentliche Gesundheit und Lebensmittelsicherheit, in der Delegation für die Beziehungen zu den Vereinigten Staaten, in der Delegation zur AKP-EU-Parlamentarischen Versammlung, Mitglied im Ausschuss für öffentliche Gesundheit und Ersatzmitglied in der Delegation für die Beziehungen zur Parlamentarischen Versammlung Europa-Afrika.

## Publikationen (Auswahl)
- Credere e curare, Einaudi, 2005.
- Sistema Salute. Analisi e prospettive per il futuro della sanità italiana, Fondazione Italianieuropei, 2007.
- Idee per diventare chirurgo dei trapianti, Zanichelli, 2008.
- Nelle tue mani, Einaudi, 2009.
- mit Carlo Maria Martini: Credere e conoscere, Einaudi, 2012.